# Surowa (województwo podkarpackie)
Surowa – wieś w Polsce położona w województwie podkarpackim, w powiecie mieleckim, w gminie Borowa.
| SIMC    | Nazwa   | Rodzaj    |
| ------- | ------- | --------- |
| 0646038 | Doły    | część wsi |
| 0646044 | Podwale | część wsi |

W latach 1975–1998 miejscowość położona była w województwie rzeszowskim.
W 2011 r. w odnowionym budynku starej szkoły otwarte zostało miejscowe muzeum. Znalazło się w nim ponad 300 eksponatów podarowanych przez mieszkańców wsi. Są to przedmioty codziennego użytku, urządzenia i maszyny, którymi posługiwano się na wsi w przeszłości.